# (482824) 2013 XC26
(482824) 2013 XC26 est un objet transneptunien faisant partie des cubewanos qui est potentiellement en résonance 3:5 intermittent avec Neptune[réf. nécessaire] et une planète naine potentielle, son diamètre est estimé à environ 560 km.